# Donje Planjane
Donje Planjane su naselje u sastavu Općine Unešić, u Šibensko-kninskoj županiji. Nalazi se oko 8 kilometara sjeverozapadno od Unešića.

## Povijest
Do 1953. naselja Gornje Planjane i Donje Planjane bila su jedinstveno selo Planjane.

## Stanovništvo
Prema popisu iz 2011. naselje je imalo 37 stanovnika.
| broj stanovnika | 397   | 474   | 459   | 458   | 535   | 733   | 546   | 755   | 780   | 204   | 200   | 209   | 128   | 86    | 69    | 37    | 37    |
|                 | 1857. | 1869. | 1880. | 1890. | 1900. | 1910. | 1921. | 1931. | 1948. | 1953. | 1961. | 1971. | 1981. | 1991. | 2001. | 2011. | 2021. |